# Relations entre Israël et le Tchad
Les relations tchado-israéliennes font référence aux relations diplomatiques entre la république du Tchad et l'État d'Israël. Les deux pays sont membres des Nations unies. Leurs relations diplomatiques  ont commencé avec l'indépendance du Tchad en 1960 mais ont officiellement pris fin dans les années 1970.  Les relations diplomatiques ont repris en 2016 avec un accord officiel signé en 2019.

## Historique

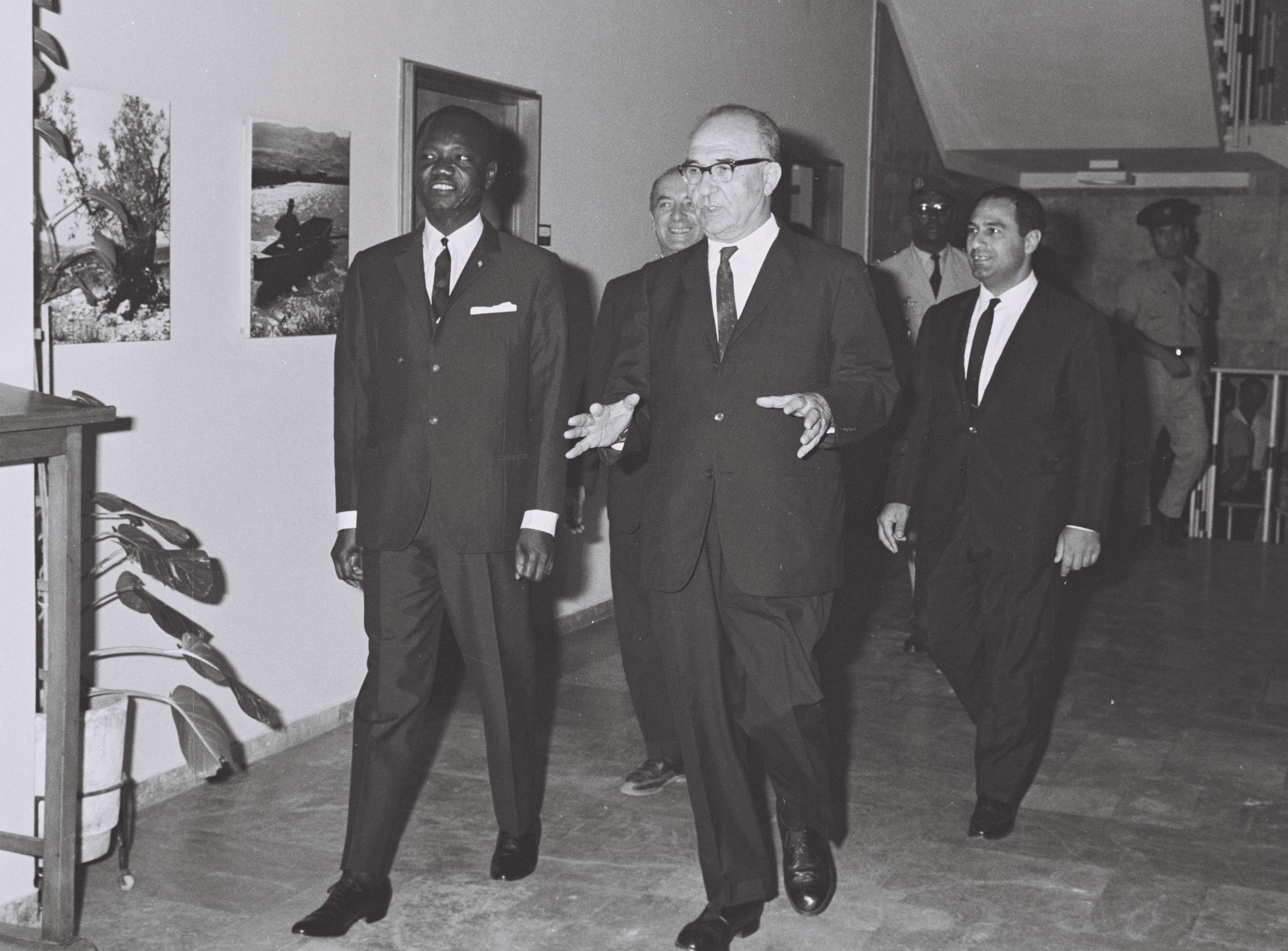
Le président tchadien François Tombalbaye et le Premier ministre israélien Levi Eshkol en 1965.

En 1960, Israël a reconnu le Tchad lorsque ce dernier a obtenu son indépendance de la France. Le 10 janvier 1961, le Tchad et Israël ont établi des relations diplomatiques. En 1962, Israël a ouvert une ambassade à Fort-Lamy, ancienne appellation de la capitale N'Djamena. Initialement, les deux États entretenaient des relations amicales. En 1965, le président tchadien François Tombalbaye a effectué une visite officielle en Israël. 

### Rupture des relations entre les deux pays
Le 28 novembre 1972, le Tchad a annoncé qu'il mettrait fin aux relations avec Israël. Le Tchad était le deuxième des vingt-deux pays africains qui ont mis un terme à leurs relations avec Israël en 1972 et en 1973, la plupart d’entre eux ont mis fin à leurs relations diplomatiques avec Israel, en raison des pressions exercées par le colonel Mouammar Kadhafi de Libye,,.
Bien que le Tchad et Israël n'aient pas eu de relations diplomatiques formelles, les relations informelles se sont poursuivies. Israël aurait vendu des armes au gouvernement tchadien pour les aider pendant la guerre civile tchadienne. Plus récemment, Israël a fourni des armes et des fonds au Tchad pour aider le pays à lutter contre les rebelles dans le nord du pays. 

### Rétablissement des relations
En juillet 2016, la directrice générale du ministère des Affaires étrangères israélien, Dore Gold, a rencontré le président tchadien Idriss Déby au palais présidentiel d'Amdjarass, dans le nord du Tchad. En novembre 2018, Idriss Déby  a effectué une visite officielle Israël.  Au cours de sa visite, Le président tchadien a rencontré le Premier ministre israélien Benyamin Netanyahou et le président Reuven Rivlin. Les deux pays ont exprimé leur intention de rétablir leurs relations diplomatiques et ont discuté des projets de visite officielle de Netanyahu au Tchad.
En janvier 2019, Netanyahu est arrivé dans la capitale tchadienne N'Djaména où il a rencontré son homologue Idriss Déby. Les relations diplomatiques ont été rétablies entre les deux pays et plusieurs accords bilatéraux ont été signés. Les détails des accords commerciaux convenus n'ont pas été révélés bien que des sources de sécurité tchadiennes aient affirmé que des approvisionnements en armes israéliennes avaient été sécurisés pour être utilisés dans la lutte contre les rebelles et les islamistes dans le nord du pays. Netanyahu a décrit l'accord comme un moment historique pour les deux pays. Herb Keinon, correspondant du Jerusalem Post, affirme que le Tchad bénéficiera de liens plus étroits avec Israël en matière de sécurité, de renseignement et de technologie et d'un meilleur accès aux États-Unis, un allié clé d'Israël.
Le 20 janvier 2019, la base de la MINUSMA à Aguel'hoc a été attaquée par des militants. L'attaque a été repoussée mais 10 casques bleus tchadiens de l'ONU ont été tués et 25 autres blessés. Les militants étaient arrivés à bord de plusieurs véhicules armés. Plusieurs des assaillants auraient été tués. Al-Qaïda au Maghreb islamique a revendiqué cette responsabilité, affirmant qu'il s'agissait d'une attaque en représailles de la récente visite au Tchad du Premier ministre israélien Benyamin Netanyahou et de la normalisation ultérieure des relations diplomatiques. Le secrétaire général de l'ONU, António Guterres, a condamné l'attaque.